# Anthrakiá
Anthrakiá är en ort i Grekland.   Den ligger i prefekturen Nomós Grevenón och regionen Västra Makedonien, i den centrala delen av landet, 290 km nordväst om huvudstaden Aten. Anthrakiá ligger 739 meter över havet och antalet invånare är 174.
Terrängen runt Anthrakiá är huvudsakligen kuperad, men åt nordväst är den platt. Runt Anthrakiá är det glesbefolkat, med 10 invånare per kvadratkilometer. Närmaste större samhälle är Grevená, 19,6 km norr om Anthrakiá. Omgivningarna runt Anthrakiá är en mosaik av jordbruksmark och naturlig växtlighet.